# WIG140
WIG140 – indeks giełdowy spółek notowanych na warszawskiej Giełdzie Papierów Wartościowych, które wchodzą w skład indeksów WIG20, mWIG40 i sWIG80.
Indeks publikowany jest od 20 grudnia 2021. W jego skład wchodzi stała liczba 140 spółek (suma składowych indeksów: 20 + 40 + 80 = 140).
Jest to indeks dochodowy.